# Багдад (Аризона)
Багдад (енгл. Bagdad) насељено је место без административног статуса у америчкој савезној држави Аризона.

## Демографија
По попису из 2010. године број становника је 1.876, што је 298 (18,9%) становника више него 2000. године.
| Група             | 2000.         | 2010.         |
| Белци             | 1.236 (78,3%) | 1.339 (71,4%) |
| Афроамериканци    | 16 (1,0%)     | 9 (0,5%)      |
| Азијати           | 6 (0,4%)      | 5 (0,3%)      |
| Хиспаноамериканци | 295 (18,7%)   | 458 (24,4%)   |
| Укупно            | 1.578         | 1.876         |